# H.O. Brasen
Hans Ole Brasen (16. januar 1849 i Hillerød – 24. februar 1930 i København) var en dansk maler.
Faren, Ole Julius Brasen, var købmand i Hillerød, moren, Kamae Elise født Smidt, havde i sin ungdom malet nogle blomsterbilleder, der gav sønnen den første idé om kunst. 1863 kom han i lære hos malermester Ernst Schmiegelow, der interesserede sig varmt for Brasens kunstneriske anlæg og -- støttet af kandidat L. Zinck – hjalp ham ind på kunstnervejen. 1871 udstillede han første gang, fik i de følgende år vejledning af Eiler Rasmussen Eilersen, og rejste sammen med ham 1876 til Italien. Allerede i de billeder, Brasen i hin tid malede, viste han et ualmindelig frisk malerisk syn. Efter i 1879 at have udstillet det store, dygtige billede Husarer vander heste fik han Akademiets rejsestipendium, begav sig på vej til Norditalien, men standsede i Tyrol og tilbragte vinteren i Paris, hvor han studerede under Léon Bonnat. Sommeren førte ham tilbage til Tyrol, hvor han har malet flere af sine anseligste og elskværdigste billeder. Hans farve syntes under Pariseropholdet at være blevet noget tung og mørk, han har heldig søgt at kurere den ved at male akvareller. Med understøttelse af Det anckerske Legat foretog Brasen 1885 en ny rejse til Italien. 1886 udstillede han et ypperligt portræt; senere har han udstillet flere fornøjelige småbilleder med landskabelige motiver fra Fredensborgs omegn.
Han er begravet på Vestre Kirkegård.